# Aérodrome de Dhekelia
L'aérodrome de Dhekelia est un aérodrome militaire britannique situé à Dhekelia, sur l'île de Chypre. Il fait partie d'Akrotiri et Dhekelia, un territoire britannique d'outre-mer établi en 1960,.

## Histoire
L'aérodrome de Dhekelia est établi à la suite de l'indépendance de Chypre en 1960 dans le cadre des accords des accords de Zurich et de Londres. Les missions militaires britanniques en Méditerranée orientale et au Moyen-Orient dépendent fortement du soutien fourni par l'aérodrome.

## Installations et opérations
L'aérodrome dispose d'une seule piste en asphalte (02/20) et est principalement utilisé par les hélicoptères du Army Air Corps. Les installations de l'aérodrome soutiennent une large gamme d'activités militaires, y compris l'entraînement, la logistique et le soutien d'urgence.

## Communauté et commodités
La garnison de Dhekelia inclut diverses commodités pour le personnel militaire et leurs familles. Ces commodités incluent :
- King Richard School : Fournit une éducation secondaire complète suivant le programme britannique.
- Installations récréatives : Gymnase, piscine, cinéma et autres installations récréatives assurent une haute qualité de vie pour ceux stationnés à la garnison.
- Services communautaires : Boutiques, banques et un bureau de poste sont disponibles au sein de la garnison pour répondre aux besoins de la communauté.

## Considérations archéologiques et environnementales
Dhekelia abrite plusieurs sites archéologiques, qui sont activement protégés grâce à une collaboration entre les Forces britanniques de Chypre et le Département des Antiquités de la république de Chypre. Des études récentes ont redécouvert de nombreux sites anciens, notamment des carrières et des tombes, de diverses périodes historiques. Des mesures environnementales sont également en place pour protéger la faune locale.

## Projets de développement
En 2023, un projet de logement de 48 millions de livres sterling est lancé pour construire de nouvelles résidences pour le personnel de service et leurs familles à Dhekelia. Ce projet fait partie du programme APOLLO, visant à moderniser les infrastructures et les logements sur les bases militaires britanniques à Chypre.